# L'aventure commence demain
Pour plus de détails, voir Fiche technique et Distribution.
L'aventure commence demain est un film français réalisé par Richard Pottier, sorti en 1948.

## Synopsis
Clarence Holbane, une demi-mondaine désargentée, rencontre Claude Larget, un escroc élégant. Celui-ci lui propose une collaboration. Leur première victime est Maxime Delcroix, un multimillionnaire et explorateur franco-américain, auquel ils vont extorquer une grosse somme en mettant en scène un vol de bijoux.
Après cette première arnaque, Clarence se laisse courtiser par Maxime Delcroix et fait en sorte de passer la nuit dans sa maison de campagne. Pendant ce temps, Claude Larget s'est introduit au domicile de Maxime pour subtiliser le plan d'un cimetière d'éléphants. 

## Fiche technique
- Titre : L'aventure commence demain
- Réalisation : Richard Pottier
- Scénario : Norbert Carbonnaux, Gérard Carlier et Herbert Victor
- Dialogues : Norbert Carbonnaux
- Photographie : André Germain
- Son : Paul Boistelle
- Musique : Raymond Legrand
- Montage : Martine Velle
- Société de production : Les Films Tellus
- Société de distribution : Compagnie française de distribution cinématographique
- Pays d'origine :  France
- Format : Noir et blanc — 35 mm — 1,37:1 — Son : Mono
- Genre : Comédie dramatique
- Durée : 101 minutes
- Date de sortie : 
  - France, 4 février 1948

## Distribution
- Isa Miranda : Clarence Holbane
- Raymond Rouleau : Claude Larget
- André Luguet : Maxime Delcroix
- Raymonde du Bief : la patineuse
- Jacques Berlioz : le président
- Roger Vincent : le conseiller
- Jean Sylvère : le réceptionniste de l'hôtel
- Raphaël Patorni : le journaliste radio
- Alexino : Samba
- Henri Murray : le bijoutier
- Émile Riandreys : le barman
- Philippe Derevel

## Vidéothèque
- L'aventure commence demain, Lobster Films, 2016, DVD collection retour de flamme (bleue). Films + bonus.